# Vauclaix
Vauclaix é uma comuna francesa na região administrativa de Borgonha-Franco-Condado, no departamento Nièvre. Estende-se por uma área de 14,5 km². Em 2010 a comuna tinha 137 habitantes (densidade: 9,4 hab./km²).